# Ernst Neufert
Ernst Neufert (Freyburg, 15 marzo 1900 – Rolle, 23 febbraio 1986) è stato un architetto tedesco.

## Biografia

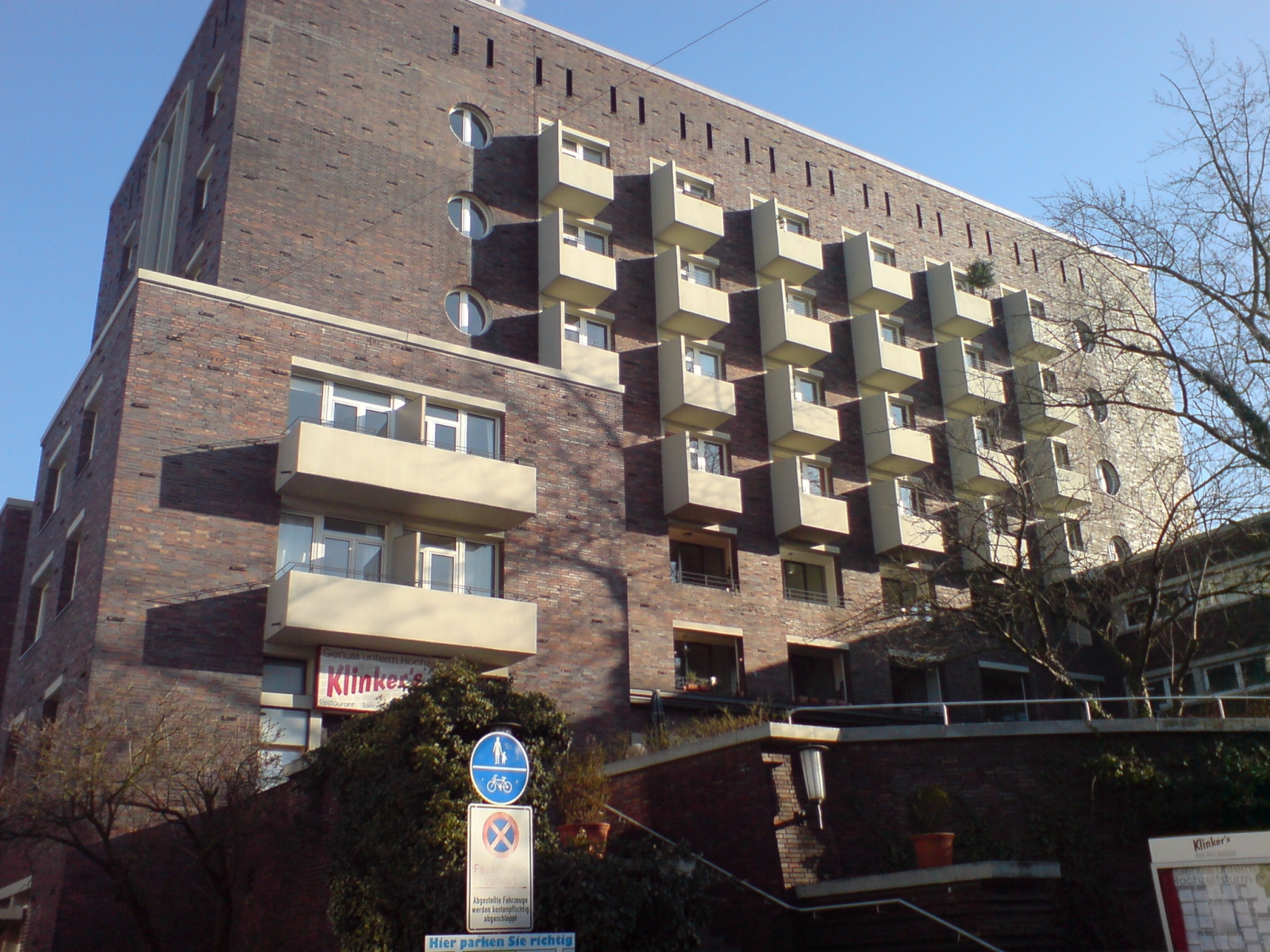
La casa di Ernst Neufert a Darmstadt

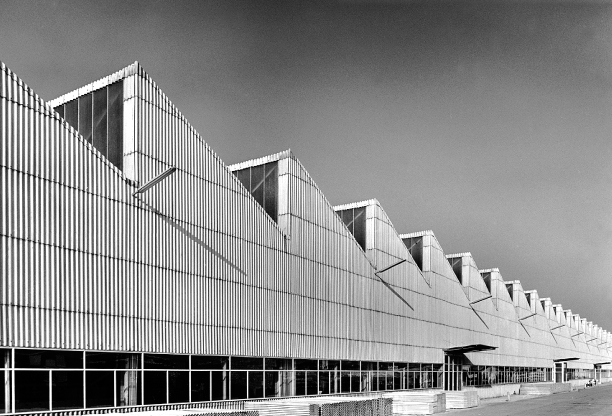
Eternit AG a Leimen (Baden-Württemberg) (1954-1960)

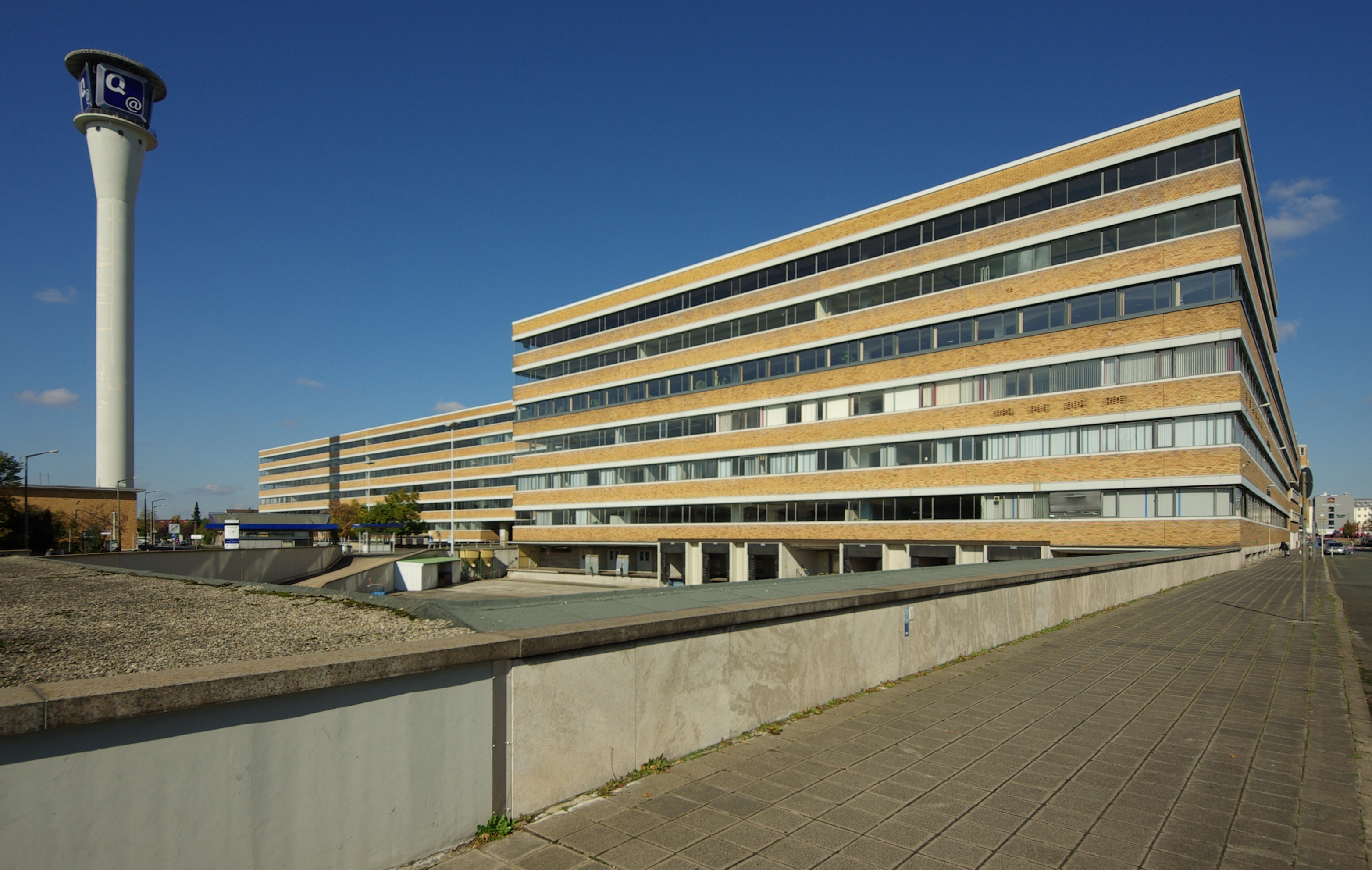
Quelle Shipping Center Fürther Straße a Norimberga (1954-1958)

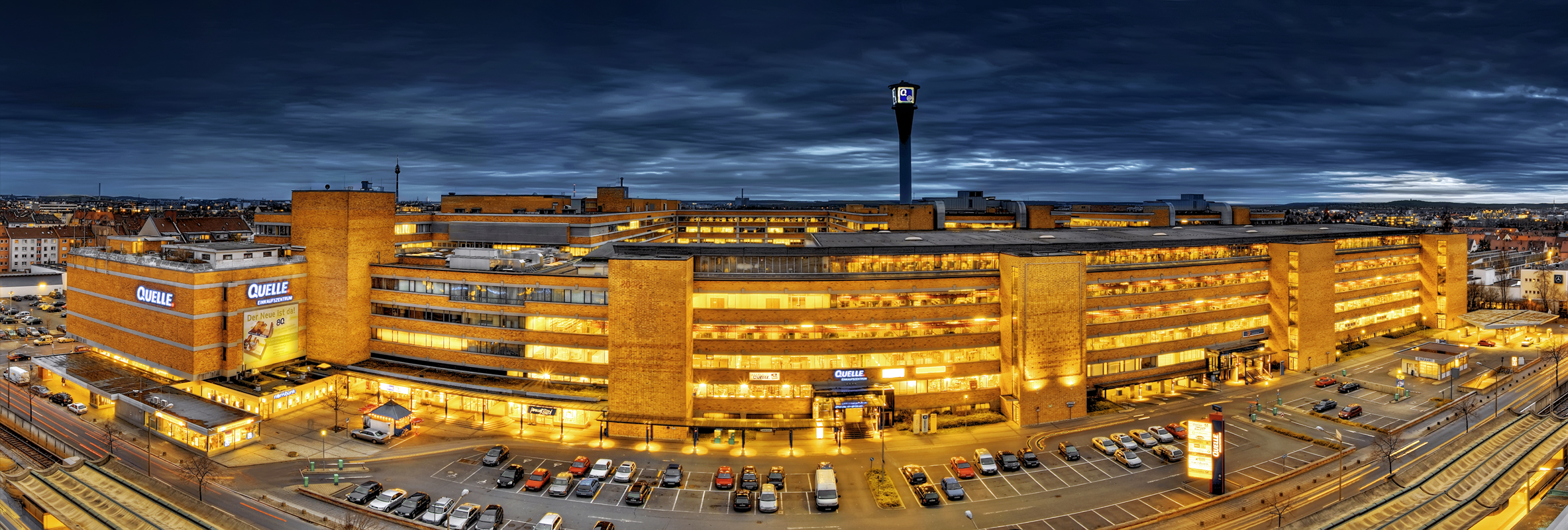
Quelle Shipping Center Fürther Straße a Norimberga (1954-1958)

Ernst Neufert nacque a Freyburg, il 15 marzo 1900.
Frequentò dal 1906 al 1914, la scuola pubblica locale e tre anni dopo iniziò un apprendistato come muratore. 
Dal 1918 effettuò un corso di formazione extra-occupazionale presso la Scuola di costruzioni sassone granducale di Weimar. Su indicazione di Paul Klopfer, si trasferì nel 1919 per studiare al nuovo istituto Bauhaus di Weimar, dopo di che viaggiò in Spagna per perfezionarsi, e a Barcellona, incontrò Antoni Gaudí, la cui architettura influenzò notevolmente Neufert.
Dopo il 1921, collaborò con Walter Gropius alla scuola di Weimar e conobbe la sua futura prima moglie, la pittrice Alice Spies-Neufert, con la quale ebbe quattro figli: Peter, Christa, Ingrid e Ilas. La coppia divorziò nel 1935 e Neufert si risposò nel 1939 con Käthe Illgen, con la quale ebbe una figlia: Käthe. 
I numerosi progetti di Ernst Neufert e di suo figlio, Peter Neufert (1925-1999), che riguardarono sia residenze sia edifici industriali e uffici, hanno contribuito a sviluppare e a delineare l'architettura tedesca del XX secolo.
Molto significativi risultarono l'attività di docente all'Università tecnica di Darmstadt a partire dal 1946 e ovviamente la sua Bauentwurfslehre, una teoria del design architettonico, una linea guida per la costruzione di case, scritta nel 1936, che è apprezzata e seguita con interesse ancora oggi,ristampata regolarmente e tradotta in diciotto lingue differenti.
Gli edifici di Neuferts rappresentano il Modernismo e la ricostruzione della Germania dopo la seconda guerra mondiale.
Ernst Neufert, ad esempio, progettò il centro di distribuzione di Quelle, a Norimberga, rigorosamente funzionale, e la maggior parte delle sue costruzioni furono edifici comunitari e per la vita collettiva, nei quali l'impiego di unità modulari e standard assunse un ruolo di grande importanza.
Ernst Neufert si dedicò soprattutto a studi teorici riguardanti la prefabbricazione e la normalizzazione, per i quali si allontanò dalla sua preparazione umanistica, e aderì a basi più tecnicistiche.
Il suo manuale di progettazione Bauentwurfslehre, intriso di mentalità razionalizzante, in cui la proposta di un dimensionamento costante e rigoroso di ogni singolo oggetto architettonico ed il suo corretto inserimento anche nel più complesso degli schemi distributivi assurse a un innovativo metodo della progettazione architettonica.
Per quanto riguarda l'attività del figlio Peter, il calcestruzzo precompresso offrì opportunità tecniche per gli audaci esperimenti di forma che eseguì, distinguendolo chiaramente alla fine degli anni sessanta da quelli di suo padre.

## Opere
- Ampliamento dello stabilimento di August Müller & Co. (AMCO) a Kirchbrak (con Walter Gropius) (1925-1926);
- Mensa Philosophenweg a Jena (con Otto Bartning) (1928-1930);
- Abbeanum a Jena (1929-1930);
- Residenza e studio a Weimar-Gelmeroda (1929);
- Magazzino di vetro per la Vereinigte Lausitzer Glaswerke a Weißwasser/O.L. (1935);
- Casa Hügelmann a Berlino-Kaulsdorf (con Herta Hammerbacher) (1937);
- Edificio residenziale dott. Kindt in Weißwasser/O.L. (1937);
- Impianti industriali per la società di costruzione di apparecchi anseatici Neufeld & Kuhnke GmbH (Hagenuk) a Barth (Pomerania) (1937-1943);
- Pianificazione industriale per il motore aeronautico con Focke-Wulf (1939-1945);
- Canal Hall per l'Hagenuk a Berlino-Tempelhof (con Arthur Koch) (1939-1940);
- Case di legno prefabbricate, Heinrich-Heine-Straße (1940);
- Piani di sviluppo e realizzazione di impianti industriali della Dyckerhoff-Portland-Zementwerke a Wiesbaden (dal 1945);
- Ricostruzione dell'hotel Nassauer Hof a Wiesbaden (1948-1949);
- Studio personale Planerhof a Darmstadt (1949-1950);
- Stazioni di servizio, case di riposo e hotel sull'autostrada a Pfungstadt (1951-1955);
- Jenaer Glaswerk Schott a Magonza (1951-1953);
- Dormitorio Darmstadt, uno dei cosiddetti edifici padronali, oggi noto anche come Ernst-Neufert-Bau (1952-1955);
- Sala di ingegneria idraulica dell'Università tecnica di Darmstadt (1954-1955);
- Quelle Shipping Center Fürther Straße a Norimberga (1954-1958);
- Cantina Sant'Ursula a Bingen am Rhein
- Costruzione Eternit AG a Leimen (Baden-Württemberg) (1954-1960);
- Istituto di ricerca dell'industria del cemento a Düsseldorf-Derendorf (1956)
- Medallion Mode, Versandhaus Offenbach (oggi Tedox) (1957);
- Fabbrica di abbigliamento in maglieria a Londra (1960);
- House Dennert presso Bamberga (1963);
- Progettazione generale di un impianto industriale per Hoesch AG a Hamm (dal 1963);
- Casa Aulbach a Miltenberg (1964-1965);
- Istituto elettrotecnico dell'Università tecnica di Darmstadt (1965-1966);
- Ponte pedonale Hannover Messe (1965);
- Dortmunder U (1968).